# Afsætning
Afsætning er den betegnelse, som inden for flere økonomiuddannelser benyttes for det emne, som på engelsk hedder marketing. Markedsføring er en del af emnet afsætning.
Faget Afsætning er obligatorisk på minimum B-niveau på hhx-uddannelsen. Man kan få den på B-niveau på nogle linjer, men de fleste fås på A-niveau.
Formålet med undervisningen er at fremme elevernes evne til at arbejde selvstændigt og helhedsorienteret med afsætningsøkonomiske problemstillinger. Eleverne skal gennem arbejde med virksomheders nationale og internationale udvikling styrke evnen til at analysere, vurdere og formidle afsætningsøkonomiske problemstillinger samt udvikle forståelse for det europæiske og globale perspektiv.
Det er endvidere formålet, at elevernes evne til at indsamle og analysere relevante informationer med henblik på at skabe et beslutningsgrundlag fremmes. Endelig skal eleverne opbygge evnen til at arbejde med grundlæggende afsætningsøkonomiske problemstillinger gennem anvendelse af afsætningsøkonomisk teori med inddragelse af informationsteknologiske værktøjer.
Kendte professorer og forfattere inden for faget er blandt andet: Michael E. Porter og Igor Ansoff.

Området afsætning dækker bl.a. markedsanalyse, eksport, strategiplanlægning, købsadfærd, TOWS-analyse, SWOT-analyse og handelsparameter-mix (product, price, place, promotion).
Ordet afsætning bruges også af geodæter, landmålere og anlægsgartnere om det at opmærke en figur i landskabet, det være sig et markstykke, en vejføring, et fliseareal eller lignende.
| Regnskab | Spire Denne regnskabsartikel er en spire som bør udbygges. Du er velkommen til at hjælpe Wikipedia ved at udvide den. |